# Mile Jedinak
Michael John Jedinak  (Sídney, Australia, 3 de agosto de 1984), más conocido como Mile Jedinak, es un exfutbolista australiano que jugaba de centrocampista o defensa y su último equipo fue el Aston Villa F. C. de Inglaterra. Actualmente es asistente técnico de Ange Postecoglou en el Tottenham Hotspur Football Club de Inglaterra.

## Trayectoria
Jedinak comenzó su carrera en el Manchester United y pasó un par de años a préstamo en el club croata NK Varteks Varaždin. Luego de ganar el torneo regional de Nueva Gales del Sur con Sydney, fue fichado por los Central Coast Mariners de la A-League en 2006. Tras dos buenas temporadas con el club de Nueva Gales del Sur, Jedinak fichó con el club turco Gençlerbirliği, uniéndose al mismo en enero de 2009 y firmando un contrato por dos años y medio. 

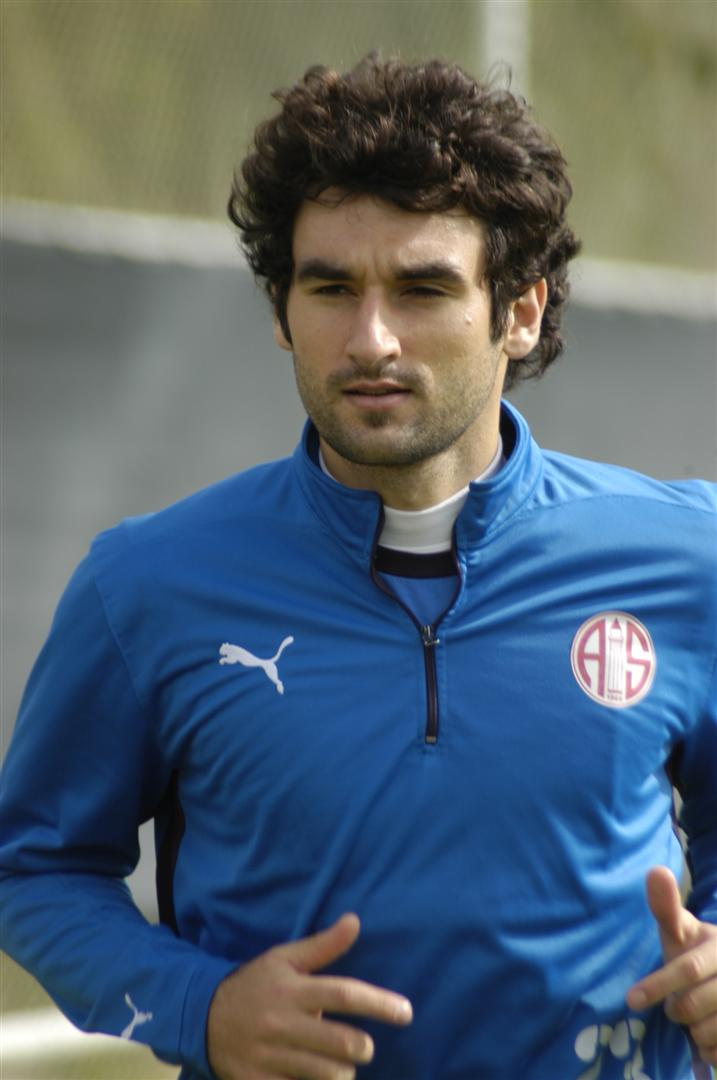
Jedinak con el Antalyaspor en 2009.

 Debutó en Turquía el 24 de enero de 2009 en la victoria 3-1 sobre el Kayserispor, y anotó su primer gol el 22 de febrero del mismo año en la victoria 1-0 sobre el Fenerbahce.
En 2011 anunció que al final de la temporada 2010-11 buscaría un nuevo club, y en julio de 2011, luego de ser recomendado al director técnico del Crystal Palace por Tony Popovic, Jedinak firmó un contrato con el club de Londres por tres años.
El 17 de agosto de 2016 se anunció que Jedinak firmó un contrato por tres años con el Aston Villa recientemente descendido de la Premier League a la FL Championship. Debutó siendo titular en la derrota 3-1 ante el Bristol City.
Fue liberado del club al término de la temporada 2018-19. Tras no encontrar un equipo en el que continuar su carrera, en marzo de 2020 se hizo oficial que había vuelto al Aston Villa como entrenador en las categorías inferiores. En julio, tras unos meses en el cargo, comunicó su retirada.
En junio de 2023 fichó por el Tottenham Hotspur F. C. para ejercer de entrenador asistente de Ange Postecoglou.

## Selección nacional

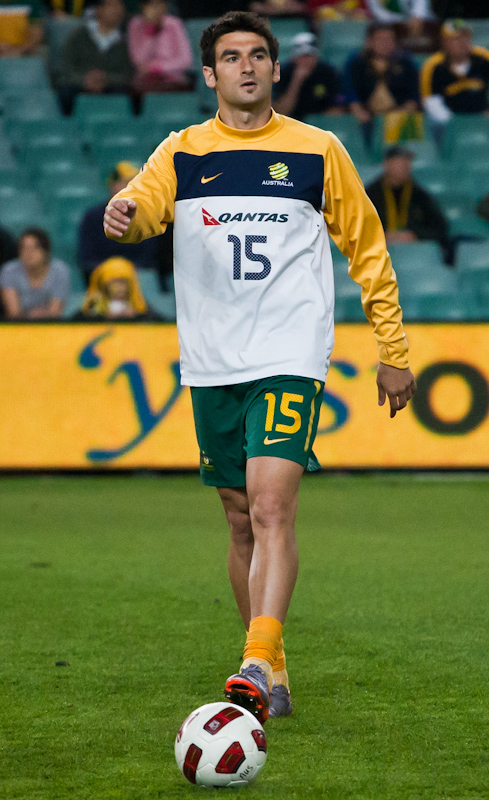
Jedinak con la en 2010

Jedinak hizo su debut con los Socceroos en un amistoso frente a Singapur el 23 de marzo de 2008.
Formó parte del equipo australiano que participó en la Copa Mundial de Fútbol de 2010, jugando el primer partido ante Alemania.
En 2011, Jedinak anotó su primer gol con los socceroos en un partido contra Corea del Sur en la Copa Asiática. Volvió a anotar en el partido siguiente ante Baréin.
El 13 de mayo de 2014 Jedinak fue incluido por Ange Postecoglou, el entrenador de la selección australiana, en la lista preliminar de 30 jugadores con miras a la Copa Mundial de Fútbol de 2014. El 3 de junio fue confirmado en la lista final de 23 jugadores.
Marcó un triplete con un gol de tiro libre y 2 penaltis en el repechaje frente a Honduras que clasificó a los Socceroos al Mundial de 2018.
En la Copa Mundial de Fútbol de 2018 jugó los 3 partidos que disputó Australia, y marcó dos goles de penalti, que no sirvieron para evitar la eliminación de su selección en la primera fase.
El 1 de octubre de 2018 anunció su retirada del combinado nacional tras haber disputado 79 partidos en los que anotó 20 goles.

### Participaciones en Copas del Mundo
| Mundial                        | Sede      | Resultado    | Partidos | Goles |
| ------------------------------ | --------- | ------------ | -------- | ----- |
| Copa Mundial de Fútbol de 2010 | Sudáfrica | Primera fase | 1        | 0     |
| Copa Mundial de Fútbol de 2014 | Brasil    | Primera fase | 3        | 1     |
| Copa Mundial de Fútbol de 2018 | Rusia     | Primera fase | 3        | 2     |

### Goles internacionales
Actualizado de acuerdo al último partido jugado el 21 de junio de 2018
| N.º | Fecha                   | Lugar                                               | Oponente       | Gol | Resultado | Competición                                          |
| --- | ----------------------- | --------------------------------------------------- | -------------- | --- | --------- | ---------------------------------------------------- |
| 1.  | 15 de enero de 2011     | Al-Gharafa Stadium, Doha, Catar                     | Corea del Sur  | 1–1 | 1–1       | Copa Asiática 2011                                   |
| 2.  | 18 de enero de 2011     | Jassim Bin Hamad Stadium, Doha, Catar               | Baréin         | 1–0 | 1–0       | Copa Asiática 2011                                   |
| 3.  | 11 de octubre de 2011   | ANZ Stadium, Sídney, Australia                      | Omán           | 3–0 | 3–0       |                                                      |
| 4.  | 5 de marzo de 2014      | The Den, Londres, Inglaterra                        | Ecuador        | 2–0 | 3–4       | Amistoso                                             |
| 5.  | 18 de junio de 2014     | Estadio Beira-Rio, Porto Alegre, Brasil             | Países Bajos   | 2–1 | 2–3       | Copa Mundial de Fútbol de 2014                       |
| 6.  | 8 de septiembre de 2014 | Craven Cottage, Londres, Inglaterra                 | Arabia Saudita | 2–0 | 3–2       | Amistoso                                             |
| 7.  | 9 de enero de 2015      | Melbourne Rectangular Stadium, Melbourne, Australia | Kuwait         | 3–1 | 4–1       | Copa Asiática 2015                                   |
| 8.  | 25 de marzo de 2015     | Fritz-Walter-Stadion, Kaiserslautern, Alemania      | Alemania       | 2–1 | 2–2       | Amistoso                                             |
| 9.  | 17 de junio de 2015     | Spartak Stadium, Biskek, Kirguistán                 | Kirguistán     | 1–0 | 2–1       | Clasificación para la Copa Mundial de Fútbol de 2018 |
| 10. | 12 de noviembre de 2015 | Canberra Stadium, Canberra, Australia               | Kirguistán     | 1–0 | 3–0       | Clasificación para la Copa Mundial de Fútbol de 2018 |
| 11. | 17 de noviembre de 2015 | Bangabandhu National Stadium, Daca, Bangladés       | Bangladés      | 4–0 | 4–0       | Clasificación para la Copa Mundial de Fútbol de 2018 |
| 12. | 24 de marzo de 2016     | Adelaide Oval, Adelaida, Australia                  | Tayikistán     | 2–0 | 7–0       | Clasificación para la Copa Mundial de Fútbol de 2018 |
| 13. | 11 de octubre de 2016   | Docklands Stadium, Melbourne, Australia             | Japón          | 1–1 | 1–1       | Clasificación para la Copa Mundial de Fútbol de 2018 |
| 14. | 15 de noviembre de 2016 | Estadio Rajamangala, Bangladés, Tailandia           | Tailandia      | 1–0 | 2–2       | Clasificación para la Copa Mundial de Fútbol de 2018 |
| 15. | 15 de noviembre de 2016 | Estadio Rajamangala, Bangladés, Tailandia           | Tailandia      | 2–2 | 2–2       | Clasificación para la Copa Mundial de Fútbol de 2018 |
| 16. | 15 de noviembre de 2017 | Stadium Australia, Sídney, Australia                | Honduras       | 1–0 | 3–1       | Clasificación para la Copa Mundial de Fútbol de 2018 |
| 17. | 15 de noviembre de 2017 | Stadium Australia, Sídney, Australia                | Honduras       | 2–0 | 3–1       | Clasificación para la Copa Mundial de Fútbol de 2018 |
| 18. | 15 de noviembre de 2017 | Stadium Australia, Sídney, Australia                | Honduras       | 3–0 | 3–1       | Clasificación para la Copa Mundial de Fútbol de 2018 |
| 19. | 16 de junio de 2018     | Kazán Arena, Kazán, Rusia                           | Francia        | 1–1 | 1–2       | Copa Mundial de Fútbol de 2018                       |
| 20. | 21 de junio de 2018     | Cosmos Arena, Samara, Rusia                         | Dinamarca      | 1–1 | 1–1       | Copa Mundial de Fútbol de 2018                       |

## Clubes
| Club                                | País       | Año       |
| ----------------------------------- | ---------- | --------- |
| Sydney United                       | Australia  | 2001-2006 |
| N. K. Varteks Varaždin (a préstamo) | Croacia    | 2003-2004 |
| South Coast United (a préstamo)     | Australia  | 2005      |
| Central Coast Mariners              | Australia  | 2006-2009 |
| Gençlerbirliği S. K.                | Turquía    | 2009-2011 |
| Antalyaspor (a préstamo)            | Turquía    | 2009-2010 |
| Crystal Palace F. C.                | Inglaterra | 2012-2016 |
| Aston Villa F. C.                   | Inglaterra | 2016-2019 |